# ペスカロロ・スポール

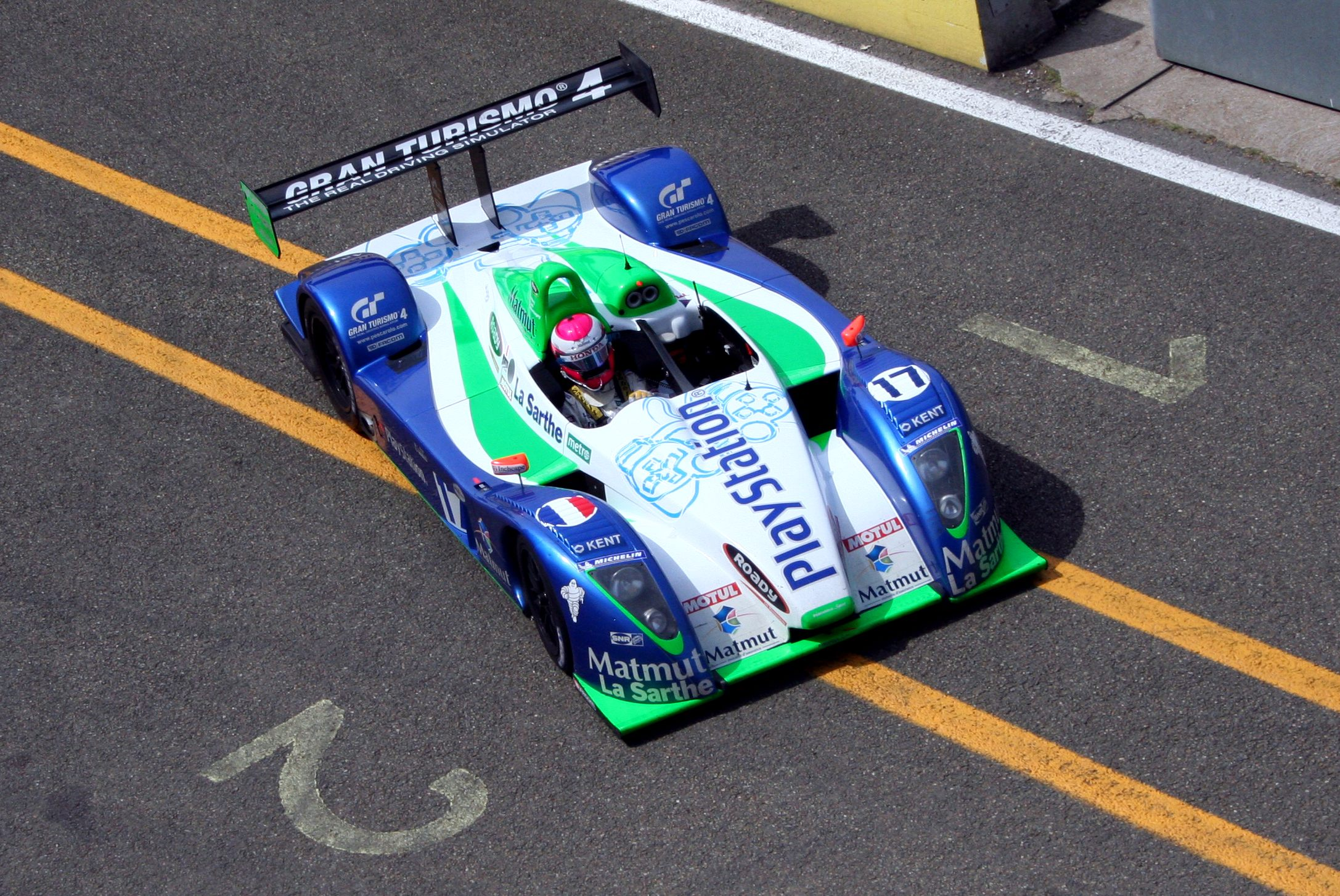
フランク・モンタニーが練習走行する、プレイステーション・ペスカロロ・C60（2006年のル・マン24時間レースにて）

ペスカロロ・スポール（Pescarolo Sport）は、フランスのル・マンに拠点を置いて活動していたレーシングチーム・コンストラクター。2000年に元レーシングドライバーのアンリ・ペスカロロらによって設立され、ル・マン24時間レースやル・マン・シリーズといったレースに出場してきた。2007年にはソルニエ・レーシングを買収してペスカロロ・オートモービルズと社名を変更し、レーシングチームは新会社の一部門となった。しかしそれ以降は財政難に陥り、2010年には破産手続きを申請。翌2011年にはペスカロロ・チームと名称を変えたが、財政状況が改善しないまま2014年を最後にチームは解散した。

## レース活動
2000年1月1日、サルト・サーキットの敷地内にて設立。当初はクラージュ・コンペティション製のC52にプジョー製のエンジンを搭載してレースに参戦しており、それまでアンリが所属していたクラージュ・チームの流れを汲んだ形となっていた。ル・マン24時間レースを目的に設立されたチームだったが、関連シリーズのアメリカン・ル・マン・シリーズにも精力的に参加し、チームとして初めて参加した2000年のル・マン24時間では、上位3位を独占していたアウディに次いで4位に入賞し、注目を集めた。
翌2001年には活動範囲を拡大し、ヨーロピアン・ル・マン・シリーズやFIAスポーツカー選手権へ出場すべく、クラージュ・C60を2台購入した。この年のル・マン24時間では1台がリタイヤ、もう1台も13位と振るわなかったが、同年7月のエストリル1000kmでは一転して勝利を収め、続くマニクールではフェラーリ・333SPやアスカリ・A410といった強豪を下したことでさらなる注目を集める。
2002年にはFIAスポーツカー選手権にフル参戦し、チームランキングではレーシング・フォー・ホラントに次いで2位に入った。しかしル・マン24時間での成績はこの年も振るわず、1台が10位フィニッシュという結果に終わっている。
2003年は初戦から勝利でシーズンをスタートしたが、その後3戦連続でリタイヤするという事態に陥った。この年のル・マン24時間では2台とも完走し、8位・9位という結果を収めたが、チームは次第に財政難に陥り始める。プジョーがスポンサーから外れエンジン供給を停止した事も、資金不足に拍車をかけていた。
新たなスポンサー探しに奔走する中で日本企業のソニーが名乗りを上げ、PlayStation 2用ゲームソフト「グランツーリスモ4」にペスカロロ・スポールのマシンが収録される運びとなった。このプロモーション効果は一定の成果を上げ、ジャッド製新エンジンの調達やマシンの改良に資金を投入できるようになった。
2004年にはエンジンをジャッド製の5リッターV10,NAエンジンに換装した。この頃よりペスカロロ仕様のクラージュ・C60はクラージュの手を離れ、ペスカロロ・C60としてより独自開発色を強めていく事となる。ル・マン・耐久シリーズは前述の資金難の影響で1台のみのエントリーとなったが、序盤2戦でポイントを獲得し、チームランキングでは6位に入った。ル・マン24時間でも4位に入賞している。

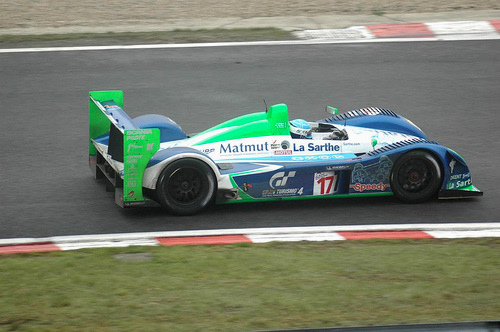
2005年、ぺスカロロ・C60で　　　スパ1000kmにて2位に入賞する。

2005年シーズンでは大きく躍進し、ル・マン耐久シリーズではうち2戦で優勝という快挙を達成。2番手のザイテック・モータースポーツと接戦を繰り広げ、わずか2ポイントという僅差でチャンピオンに輝いた。この快挙はル・マン24時間でも続き、予選ではポールポジションを獲得、決勝でもトップのアウディから2周差の2位でフィニッシュし、ファステストラップも記録した。アウディの推定予算が8000万ユーロ、ペスカロロが200万ユーロということを考えると大健闘であった。
2006年のルマン・シリーズでは5戦全戦で優勝を収め2年連続でチャンピオンを獲得。ル・マン24時間ではアウディ陣営が新たにR10を2台投入してきたが、うち1台を下し2位に入賞している。

### ぺスカロロ・01

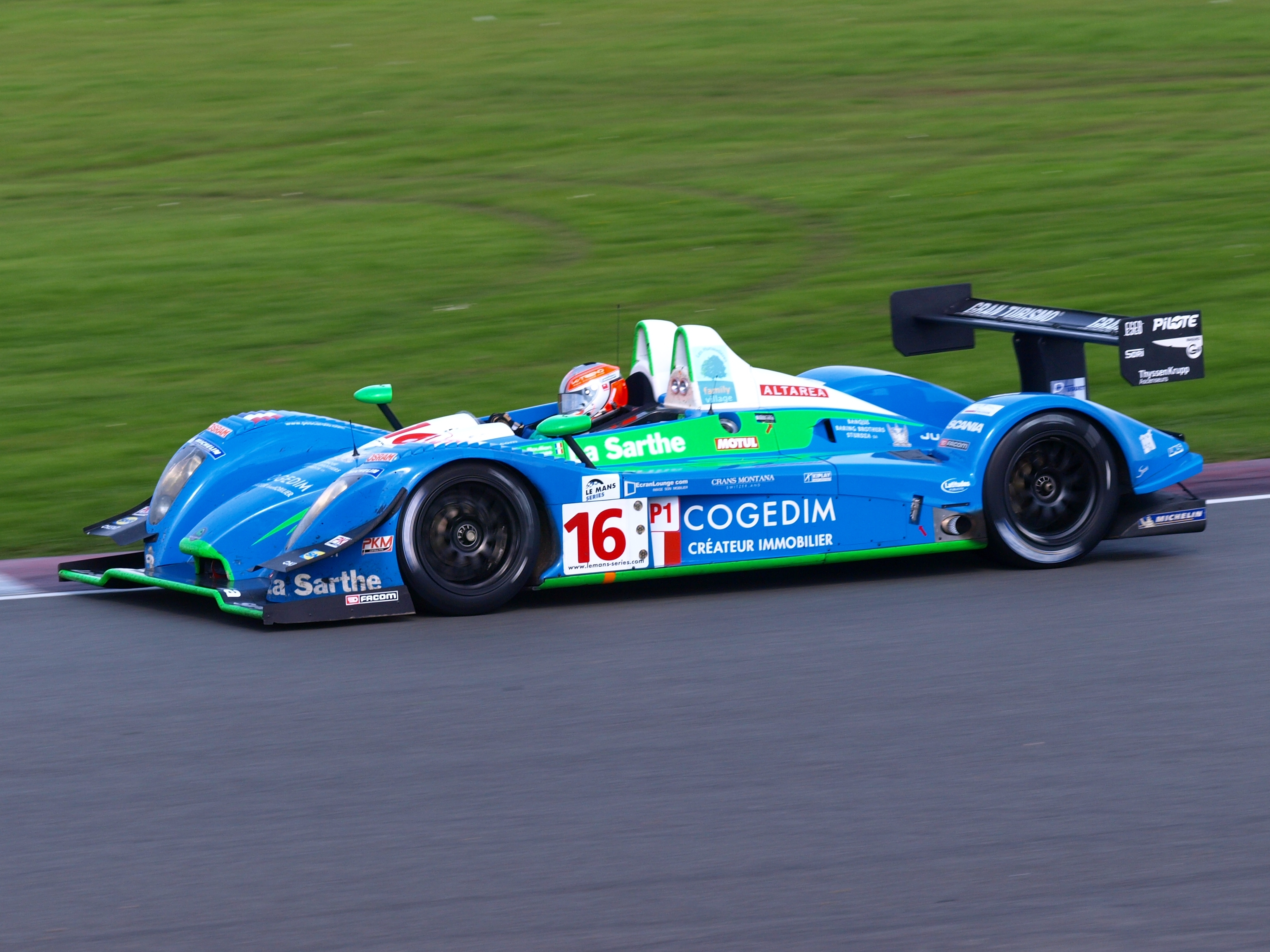
ルマン・シリーズで、ペスカロロ・スポールが使用した、ペスカロロ・01-ジャッド

2006年末、プロトタイプレーシングカーのクローズドタイプのコックピットの開発を促進させることを主眼とする新しいレギュレーションが、フランス西部自動車クラブ (ACO)が協賛する様々なシリーズに対して発効することとなった。2006年シーズンで使用していたレースカーは翌2007年シーズンでは不適合車となってしまう為、多くのチームが新車を購入するか製造するかを迫られることになった。ぺスカロロ・C60は2007年から発行されるレギュレーションに適合しない為、チームオーナーのアンリ・ペスカロロは初めてフルコンストラクターになることを決断した。ぺスカロロ・01はペスカロロ・スポールのみの使用だけでなく、他チームに対しても01の顧客として販売することを想定して開発された。
2007年、デビューレースとなるル・マン・シリーズの開幕戦で2台のペスカロロ・スポールのレースカーが出走し、ペスカロロ・スポール16号車は2位に入り、17号車は4位に入っている。ペスカロロ・スポール16号車は、LMP1のチーム・ランキングで2位に押し上げ、良い成績をもたらした。ペスカロロ・スポール17号車は、ポイント獲得に苦しんでランキング7位に終わった。前年2006年のレースで2位に入っていることからル・マン24時間レースの自動招待枠を獲得しているペスカロロ・スポールは、エマニュエル・コラール/ジャン＝クリストフ・ブイヨン/ロマン・デュマら3人がドライブするペスカロロ・スポール16号車は、優勝したアウディに11周差の3位に入っている。
2008年、LMP1クラスは前年の王者のプジョーだけでなくアウディという強敵が新たに参入することになり、前年以上に手強い戦いを強いられた。ペスカロロ・スポールは、16号車と17号車がそれぞれ1回ずつ、合わせて2回表彰台に昇った。16号車は、ペスカロロ・01勢最上位のチーム・ランキング6位に入った。
ル・マン24時間レースには、ペスカロロ・スポール17号車はガソリン車最上位の総合7位に入った。

### 2009年から解散まで
2009年、ペスカロロ・01で、ル・マン・シリーズにエントリーし、ペスカロロ・スポール16号車は、LMP1クラスのチーム・ランキングでローラ・アストンマーティン B09/60を使用したAMR イースタン・ヨーロッパの13ポイント差の2位につけた。ペスカロロ・スポール17号車は開幕2戦をペスカロロ・01を使用しただけで、その後はプジョーのレースカーに切り替えている。ペスカロロ・スポールは、ル・マン24時間レースにペスカロロ・01を16号車1台しか使用しなかった。17号車はプジョー・908 HDi FAPを使用した。ペスカロロ・スポール16号車は、9台のディーゼルエンジン車のLMP1勢とガソリンエンジン車のアストンマーティン・レーシングやオレカといったしぶといライバルを相手に総合8位に入っている。日本で行われたアジアン・ルマン・シリーズではソラ・レーシングとして中野信治が参戦、総合優勝した。12月、オーク・レーシングはペスカロロ・スポールの事業の製造部門を引き継ぐことについて、ペスカロロ・スポールと合意した。その結果、ペスカロロ・スポールに関わる全ての商業活動ばかりでなく、そのプロトタイプレーシングカーの開発とシャーシやボディワークやスペアパーツの製造などについてもオーク・レーシングが引き受けることになった。
2010年、ペスカロロ・スポールは6月に管財人による管理下に置かれた後に結局7月13日に解散に追い込まれた為、一切のレース活動を行なわなかった。10月15日、ペスカロロ・スポールの資産売却の際、オーク・レーシングのオーナーのジャック・ニコレとプレスティージ・レーシングのジョエル・リヴィエールは共同して敷地を購入し、後にアンリ・ペスカロロに譲与して、彼にペスカロロ・チームを復活させた。
2011年、ペスカロロ・スポールの財政難による破産の後、その事業を引き継いでチーム名を新しく「ペスカロロ・チーム」と改めた組織下のチームにペスカロロは復帰している。ペスカロロ・チームはル・マン・シリーズとル・マン24時間レースのLMP1クラスに参戦した。ペスカロロ・チームはカステレ6時間レースに1台のみで参戦し、念願の優勝を果たした。古いエンジンの為に規定の適用免除を受けたジャッドのV10を搭載したレースカーは、エマニュエル・コラール/クリストフ・タンソー/ジュリアン・ジュスのドライブにより2位に1周差をつけてチェッカーを受けている。
2012年、FIA 世界耐久選手権にペスカロロ・01のLMP1カーは開幕戦の1戦のみの出走で、その後はアストンマーティン・AMR-Oneをモディファイしたペスカロロ・03に切り替えることが予め決定されていた。ペスカロロ・01を使用する最後の機会となったセブリング12時間レースにおいて、総合6位・LMP1・3位に入っている。ル・マン24時間レースでは、16号車ぺスカロロ・03はリタイヤ、17号車は童夢とジョイントした童夢S102.5を走らしたが完走扱いに成らなかった。
ル・マンの後、ペスカロロ・チームは財政難に陥り、アンリ・ペスカロロはチームクルーの多くを解雇することを余儀なくされた。
2014年、ペスカロロ・チームは資産不足のために解散した。

### 新体制でのスタート
2017年、ペスカローロ・スポーツはプロトタイプマシン『ペスカローロ04-LM』を発表した。シボレーの6.2リッターエンジンを搭載する新型マシンの公開と同時に、同車を使用して争われる新たなワンメイクレースを開催することもあわせてアナウンス。今回発表されたマシンは、ヨーロッパで行われているLMP3やグループCN、GT3マシンなどが出場するVdeVエンデュランス・シリーズと、P2、LMP3、グループCNなどで争われる24時間プロト・シリーズへの参戦が可能となる。なお、ペスカローロ・スポーツは、このマシンをさらに高速化させた『ペスカローロ・05』の開発を計画していることも明らかにしている。ペスカロロ・スポーツは2009年にフランスのソラ・コンポジネット・グループに売却され、その後、ソラ・グループ内ではル・マン・レーシング・スクールで使用されていたペスカロロ・02を製造してきたが、2016年、現代表のジョセリン・ペドロノによって再度、買収が行われている。なお、創設者のアンリ・ぺスカロロは「私はまったく関与していないし、一切サポートしていない」とコメントした。アンリは2011年に新たに設立したペスカロロ・チームの代表として、再びサーキットに戻った際にも、ペドロノが運営する会社を支援していないと述べている。